# Insulele Virgine Americane la Jocurile Olimpice de iarnă din 2014
Insulele Virgine Americane au participat la Jocurile Olimpice de iarnă din 2014 din Soci, Rusia în perioada 7 - 23 februarie 2014. Echipa a fost formată dintr-un singur sportiv care a participat la competiția de schi alpin. Astfel, Insulele Virgine Americane au revenit la JO de iarnă după două ediții de pauză.

## Competitori
| Sport      | Masculin | Feminin | Total |
| ---------- | -------- | ------- | ----- |
| Schi alpin | 0        | 1       | 1     |
| Total      | 0        | 1       | 1     |

## Schi alpin
Conform listei de sportivi calificați publicată la 20 ianuarie 2014, Insulele Virgine Americane au avut un sportiv calificat. Jasmine Campbell a terminat pe locul 56 (din 67 de concurenți) la proba de slalom uriaș feminin.
| Sportiv          | Probă                | Manșa 1 | Manșa 1 | Manșa 2 | Manșa 2 | Total   | Total |
| Sportiv          | Probă                | Timp    | Loc     | Timp    | Loc     | Timp    | Loc   |
| ---------------- | -------------------- | ------- | ------- | ------- | ------- | ------- | ----- |
| Jasmine Campbell | Slalom uriaș feminin | 1:32.05 | 62      | 1:33.00 | 57      | 3:05.05 | 56    |
| Jasmine Campbell | Slalom feminin       | 1:06.09 | 50      | 1:04.28 | 43      | 2:10.37 | 43    |